# لعجاين (أولاد سلمان)
لعجاين هي إحدى مشيخات المملكة المغربية، تتبع جغرافيا لإقليم آسفي وإداريًا لأولاد سلمان. يقدر عدد سكانها بـ 3971 نسمة حسب الإحصاء الرسمي للسكان والسكنى لسنة 2004.